# Rachid Roussafi
Rachid Roussafi (en arabe رشيد رصافي), né le 16 décembre 1970, est un sportif marocain. Représentant du Maroc aux Jeux olympiques de Sydney en 2000 dans l'épreuve de voile, il est désormais un champion de kitesurf. Il est considéré comme le découvreur du spot de Dakhla, et par-là est à l'origine du développement touristique de cette ville du sud marocain.

## Biographie
Rachid Roussafi est berbère, né le 16 décembre 1970. Ses parents sont originaires des régions montagneuses près d'Agadir. Son père, Lahsen Roussafi, a fait toute sa carrière à l'Office chérifien des phosphates puis, à l'âge de la retraite, a entrepris l'écriture d'une historie d'Agadir en trois tomes. Il a deux sœurs et trois frères, dont Amine Roussafi, également kitesurfeur.
Rachid Roussafi grandit d'abord dans sa famille à Youssoufia, ville surgie du désert dans les années 1930 avec la découverte des gisements de phosphates ; la vie y est tranquille, et les enfants bénéficient des activités du comité d'entreprise. Mais à l'âge de neuf ans, son père se remarie. La première épouse Zohra, Rachid et ses deux sœurs doivent quitter Youssoufia pour les quartiers populaires d'Agadir. Le jeune Rachid y connaît la vie du quartier, mais lutte pour s'en sortir, ce à quoi il parvient en découvrant la mer. Désargenté, il ne peut prétendre au club de planche à voile d'Agadir, mais passe son temps à observer les véliplanchistes. Puis, à partir de treize ans, à force de gentillesse et de coups de main aux personnes du club, il se fait accepter, on lui prête le matériel et il peut faire ses premiers essais, très concluants. Rapidement, il peut se rendre sur les spots de la côte gadirie, Sidi Kaouki (en), Imsouane et Moulay Bouzerktoun près d'Essaouira. 
À quinze ans, il parvient à acheter d'occasion sa première planche. En 1985, il part seul découvrir Dakhla, lieu méconnu que le gouvernement marocain est en train de fortifier et consolider après le départ des Espagnols du Sahara espagnol en 1976 et face aux attaques du Front Polisario. Il passe son baccalauréat à dix-huit ans, et suit les cours de l'école hôtelière pendant trois ans. Il trouve ensuite du travail à vingt-trois ans, au club de Djerba, chargé de la logistique, mais est rapidement transféré aux cours de voile.
De retour à Agadir en hiver, il a la chance qu'un fabricant soit là pour essayer du nouveau matériel ; il sera le modèle pour les photos, ce qui le propulse dans le circuit pro mondial. Il signe un contrat avec un fabricant allemand, et est présent lors d'un salon à Paris-Bercy. À son retour, il propose à son sponsor de réaliser un raid entre les Canaries et Tarfaya, ce qu'il réalise, manquant se faire dévorer par les orques. Il fait le tour des plages marocaines et européennes avec son sponsor, puis part pour Hawaï où il reste pendant cinq ans (1994-2001), parvenant à battre les Hawaïens.
En 1997, il fait l'objet d'un reportage de l'émission Thalassa, intitulé « Le Fils du vent ». Il se qualifie pour le Maroc aux Jeux olympiques de Sydney en 2000 en voile, devenant ainsi le premier africain et le premier arabe à participer aux épreuves olympiques de voile. Il revient en 2001 à Dakhla, où il fonde un camp, dont le succès s'assure à partir de 2007. Il contribue ainsi à faire venir une épreuve du championnat du monde de windsurf à Dakhla et Essaouira en 2009.

### Vidéographie
- [vidéo] Le Fils du vent, de Loïc Etevenard, Didier Portal et Jean Pierre Briat, 1997, 25 min 56 s [présentation en ligne]. Diffusé dans l'émission Thalassa du 30 mai 1997.
- [vidéo] De Cap Juby à Dakhla, de Yann  L'Hénoret, coll. « Par avion », 2012, 26 min [présentation en ligne]. Diffusé sur Arte le 17 mai 2015.